# Kalahari
El desierto del Kalahari es una región del sur de África. Es uno de los desiertos más grandes del mundo con 930 000 km² y se extiende por Botsuana, Namibia y Sudáfrica. Presenta una fauna variada compuesta por roedores, antílopes,  jirafas y leones. Alberga la Reserva de caza del Kalahari Central, el parque nacional de Chobe, el Parque transfronterizo de Kgalagadi y los Salares de Makgadikgadi. El río Orange lo atraviesa de oriente a occidente.

## Origen del nombre
Kalahari deriva de la palabra en lengua setsuana Kgala, que significa "la gran sed", o Kgalagadi, que significa "un lugar sin agua"; el Kalahari tiene vastas zonas cubiertas de arena roja sin agua superficial permanente.

## Geografía
El drenaje del desierto se realiza por medio de valles negros secos, balsas inundadas estacionalmente y las grandes salinas de Makgadikgadi Pan en Botsuana y Etosha Pan en Namibia. El único río permanente, el Okavango, desemboca en un delta en el noroeste, formando marismas ricas en fauna. Antiguos cauces de ríos secos -llamados omuramba- atraviesan la parte central del norte del Kalahari y proporcionan estanques de agua durante la temporada de lluvias.
El Kalahari, un semidesierto con grandes extensiones de pastos excelentes después de las lluvias, alberga más animales y plantas que un verdadero desierto, como el de Namibia, al oeste. Las precipitaciones son escasas y la temperatura estival es muy elevada. Las zonas más secas suelen recibir entre 110 y 200 milímetros de lluvia al año, y las más húmedas, poco más de 500 milímetros. La cuenca del Kalahari abarca más de 2.500.000 kilómetros cuadrados y se extiende hasta Botsuana, Namibia y Sudáfrica, e invade partes de Angola, Zambia y Zimbabue.
En el Kalahari existen numerosas balsas, como Groot-vloer Pan y Verneukpan, donde existen pruebas de un clima más húmedo en forma de antiguos contornos para la captación de agua. Sobre este y otros pans, así como sobre los fondos de los ríos, se escribió extensamente en Sciforums un artículo de Walter Wagner sobre las extensas zonas antiguamente húmedas del Kalahari. El Kalahari es extenso y se extiende más al norte, donde también existen extensas carreteras abandonadas[¿fuente no fiable?]

## Clima
Al norte y al este, aproximadamente donde predominan los bosques secos, las sabanas y los lagos salados, el clima es subhúmedo más que semiárido. Al sur y al oeste, donde la vegetación es predominantemente una sabana xérica o incluso un semidesierto, el clima es semiárido "kalahariano". El clima kalahariano es subtropical (temperatura media anual superior o igual a 18 °C, con picos que alcanzan los 40 °C o más, con una temperatura media mensual del mes más frío estrictamente inferior a 18 °C), y es semiárido con la estación seca durante la estación "fría", los seis meses más fríos del año. Es el equivalente tropical meridional del clima saheliano con la estación húmeda durante el verano. Se ha aducido la altitud como explicación de que el clima kalahariano no sea tropical; su altitud oscila entre los 600 y los 1600 metros (y generalmente entre los 800 y los 1200 metros), lo que da lugar a un clima más frío que el del Sahel o el Sáhara. Por ejemplo, las heladas invernales son comunes de junio a agosto, algo que rara vez se ve en las regiones sahelianas más cálidas Por la misma razón, las temperaturas estivales pueden ser ciertamente muy calurosas, pero no en comparación con las regiones de baja altitud del Sahel o el Sáhara, donde algunas estaciones registran temperaturas medias del mes más cálido en torno a los 38 °C, mientras que la temperatura media del mes más cálido en cualquier región del Kalahari nunca supera los 29 °C, aunque las temperaturas diarias alcanzan ocasionalmente hasta cerca de los 45 °C (44,8 °C en el Twee Rivieren Rest Camp en 2012).

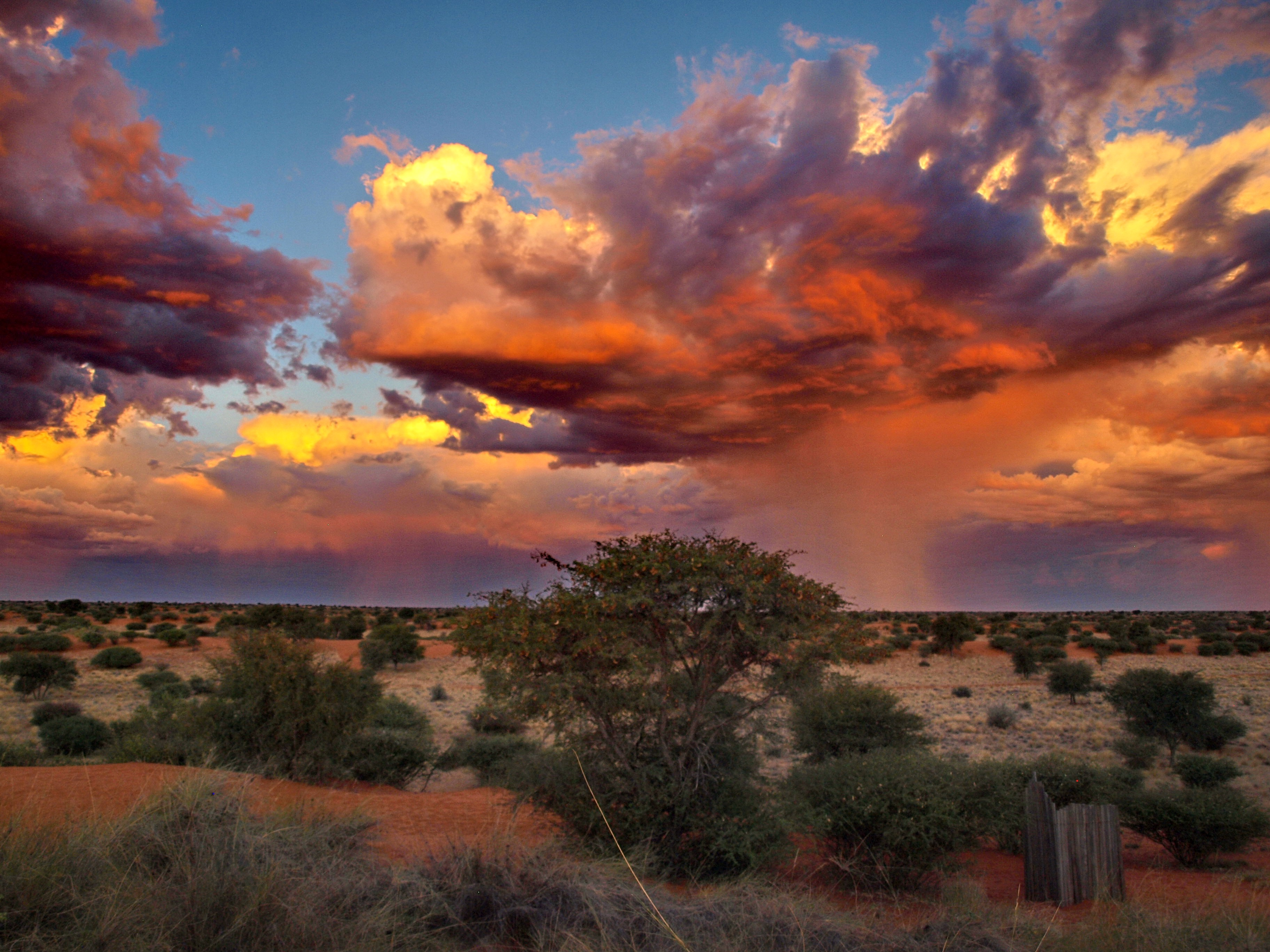
Fuerte tormenta cerca de Stampriet.

La estación seca dura ocho meses o más, y la estación húmeda suele durar entre menos de un mes y cuatro meses, dependiendo de la ubicación. El suroeste del Kalahari es la zona más seca, en particular una pequeña región situada hacia el oeste-suroeste de Tsaraxaibis (sureste de Namibia). La precipitación media anual oscila entre unos 110 mm (cerca de la aridez) y más de 500 mm en algunas zonas del norte y el este. Durante el verano, en todas las regiones las precipitaciones pueden ir acompañadas de fuertes tormentas. En las zonas más secas y soleadas del Kalahari se registran más de 4.000 horas de sol anuales de media.
En el Kalahari existen dos mecanismos principales de circulación atmosférica, dominados por el anticiclón del Alto Kalahari:
- El norte y el noroeste del Kalahari están sometidos a la alternancia "Zona de Convergencia Intertropical (ITCZ)/"Vientos Alisios Continentales". La ZCIT es la zona de encuentro de los vientos alisios boreales con sus homólogos australes, lo que los meteorólogos llaman "ecuador meteorológico" y los marineros "Doldrum" o "Pot-au-noir": la ZCIT genera lluvias en la estación húmeda, mientras que los vientos alisios continentales provocan la estación seca;
- El resto del Kalahari está sometido a los vientos alisios marítimos, que se desprenden en gran medida de su humedad al atravesar la Gran Escarpa del África Austral antes de llegar al Kalahari.

Existen enormes reservas de agua subterránea bajo algunas partes del Kalahari; la Cueva del Aliento del Dragón, por ejemplo, es el mayor lago subterráneo no subglacial documentado. Estas reservas pueden ser en parte residuos de antiguos lagos; el desierto del Kalahari fue en su día un lugar mucho más húmedo. El antiguo lago Makgadikgadi dominaba la zona, cubriendo el Makgadikgadi Pan y sus alrededores, pero se drenó o se secó hace unos 10.000 años. Es posible que en su día cubriera hasta 120.000 km2 En la antigüedad, había suficiente humedad para la agricultura, con diques y presas que recogían el agua. En la actualidad, estos diques están llenos de sedimentos, se han roto o ya no se utilizan, aunque se pueden ver fácilmente a través de Google Earth.
El Kalahari ha tenido una historia climática compleja durante el último millón de años, en consonancia con los grandes cambios globales. Los cambios de los últimos 250.000 años se han reconstruido a partir de diversas fuentes de datos, y proporcionan pruebas tanto de antiguos lagos extensos como de períodos más secos que los actuales. Durante estos últimos, la zona del Kalahari se ha ampliado hasta incluir partes del oeste de Zimbabue, Zambia y Angola.

## Vegetación y flora

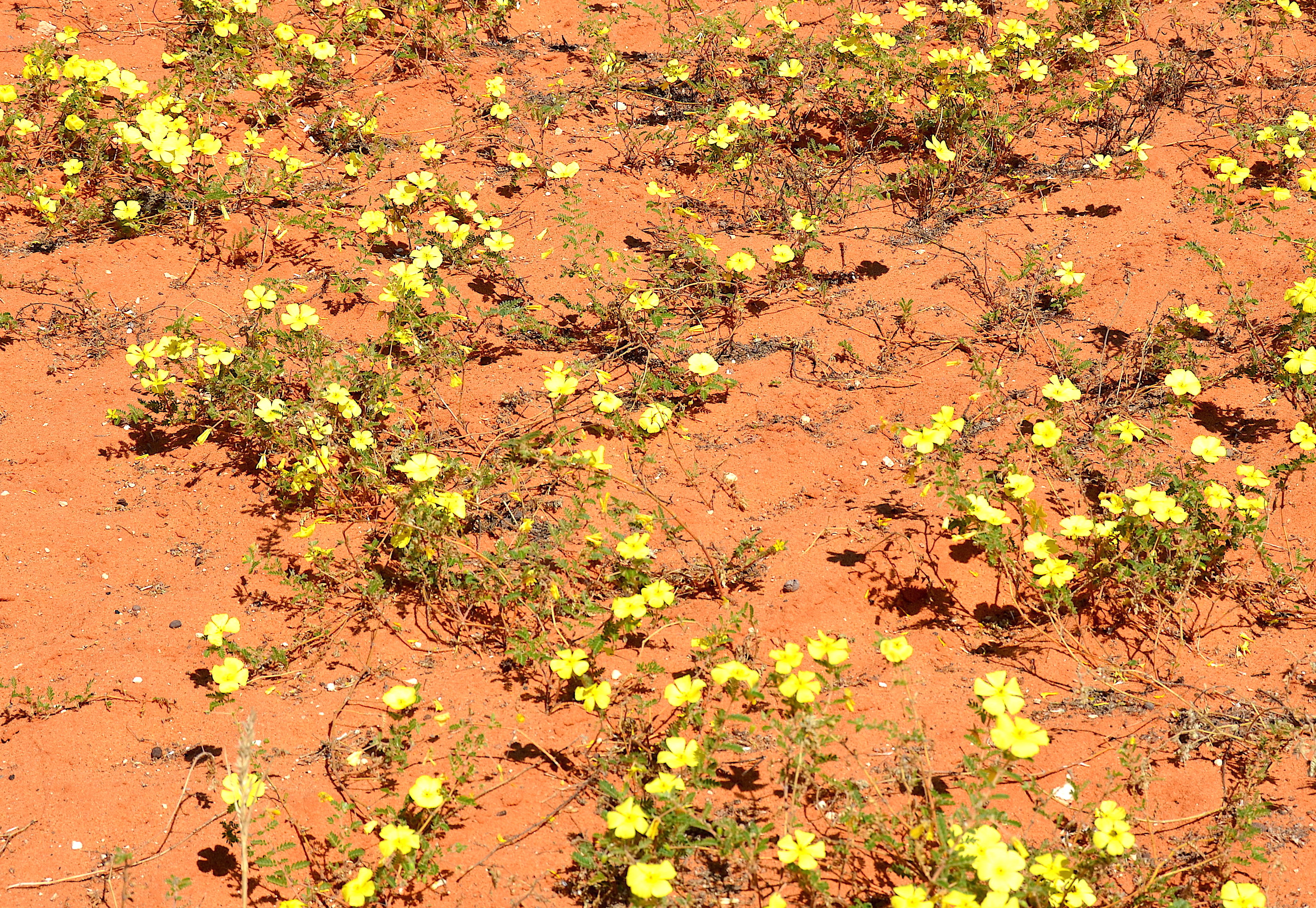
Flor de espino del diablo (Tribulus zeyheri) creciendo en el desierto del Kalahari.

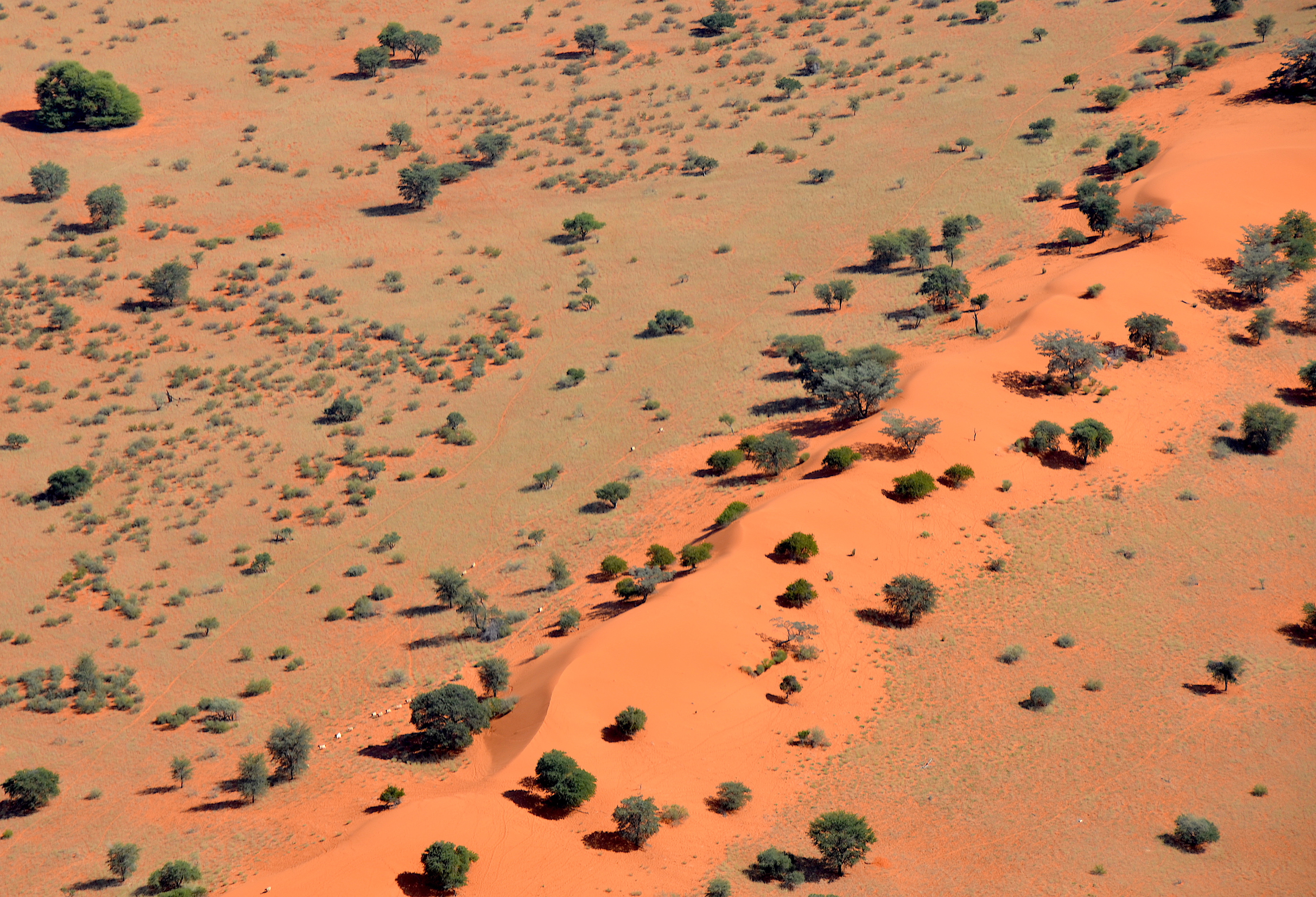
Vachellia erioloba (Espino de camello) esparcido por las dunas del desierto del Kalahari.

Debido a su baja aridez, el Kalahari alberga una gran variedad de flora. La flora autóctona incluye acacias y muchas otras hierbas y pastos El kiwano, también conocido como melón cornudo, melano, pepino cornudo africano, melón gelatinoso o calabaza de seto, es endémico de una región del desierto del Kalahari (se desconoce la región concreta).
Incluso cuando el "desierto" del Kalahari es lo suficientemente seco como para calificarlo de desierto en el sentido de tener escasas precipitaciones, no es propiamente un desierto porque tiene una cubierta vegetal demasiado densa para un desierto. La principal región que carece de cubierta vegetal se encuentra en el suroeste del Kalahari (sureste de Namibia, noroeste de Sudáfrica y suroeste de Botsuana), al sur del Parque transfronterizo de Kgalagadi. Por ejemplo, en el municipio del distrito sudafricano de ZF Mgcawu, la cubierta vegetal total puede llegar a ser tan baja como el 30,72% en las tierras de cultivo no protegidas (por el pastoreo de ganado) al sur del campo de descanso de Twee Rivieren (Dos ríos, en afrikáans) y el 37,74% en la parte sudafricana protegida (por el pastoreo de ganado) del Parque Transfronterizo de Kgalagadi: estas zonas de sabana xérica del Kalahari más meridional son auténticos semidesiertos. Sin embargo, en todo el resto del Kalahari, excepto en las salinas durante la estación seca, la cubierta vegetal puede ser claramente más densa, hasta casi el 100% en algunas zonas limitadas.
En una zona de unos 600.000 km2 al sur y al oeste del Kalahari, la vegetación es principalmente de sabana xérica. Esta zona es la ecorregión identificada por el Fondo Mundial para la Naturaleza como sabana xérica del Kalahari AT1309. Las hierbas típicas de la sabana son Schmidtia, Stipagrostis, Aristida y Eragrostis, intercaladas con árboles como la espina de camello (Acacia erioloba), el espina de camello gris (Acacia haematoxylon), el árbol del pastor (Boscia albitrunca), el espino negro (Acacia mellifera) y el racimo de hojas plateadas (Terminalia sericea).
En ciertas zonas donde el clima es más seco, se convierte en un verdadero semidesierto con un suelo no totalmente cubierto de vegetación: vegetación "abierta" en oposición a vegetación "cerrada". Algunos ejemplos son el norte del municipio del distrito de ZF Mgcawu, situado a su vez en el norte de Sudáfrica, y la zona rural de Keetmanshoop, en el sureste de Namibia. En el norte y el este, hay bosques secos que cubren una superficie de más de 300.000 km2 en los que destacan la teca rhodesiana y varias especies de acacia. Estas regiones se denominan Kalahari Acacia-Baikiaea woodlands AT0709.
Fuera del "desierto" del Kalahari, pero en la cuenca del Kalahari, una vegetación halófila al norte se adapta a los pans, lagos que están completamente secos durante la estación seca, y quizás durante años durante las sequías, como en Etosha (Pan halofíticos de Etosha AT0902) y Makgadikgadi (Halofíticos de Zambeze AT0908).
Una vegetación totalmente diferente está adaptada al agua dulce perenne del delta del Okavango, una ecorregión denominada praderas inundadas del Zambeze AT0907.

## Fauna
El Kalahari es el hogar de muchas aves y animales migratorios. Antiguos refugios de animales salvajes, desde elefantes a jirafas, y de depredadores como leones y guepardos, los lechos de los ríos son ahora sobre todo lugares de pastoreo, aunque aún pueden encontrarse leopardos y guepardos. La zona está ahora muy pastoreada y las vallas para el ganado restringen los movimientos de la fauna salvaje. Entre los desiertos del Hemisferio Sur, el Kalahari es el que más se parece a algunos desiertos australianos por su latitud y su modo de formación.
Aunque hay pocas especies endémicas, en la región se encuentra una gran variedad de especies, incluidos grandes depredadores como el león (Panthera leo), el guepardo (Acinonyx jubatus), el leopardo (Panthera pardus), la hiena manchada (Crocuta crocuta), la hiena parda (Parahyaena brunnea) y el perro salvaje africano (Lycaon pictus pictus). Entre las aves rapaces destacan el pájaro secretario (Sagittarius serpentarius), el águila marcial (Polemaetus bellicosus) y otras águilas, el búho real gigante (Bubo lacteus) y otros búhos, halcones, azores, cernícalos y milanos. Otros animales son ñus, gacelas, antílopes, puercoespines (Hystrix africaeaustralis) y avestruces (Struthio camelus).
Algunas zonas del Kalahari son humedales estacionales, como los pantanos de Makgadikgadi, en Botsuana. Esta zona, por ejemplo, alberga numerosas especies halófilas y, en la estación lluviosa, decenas de miles de flamencos visitan estas balsas.
La mayor amenaza para la fauna salvaje son las vallas erigidas para gestionar los rebaños de ganado que pastan, una práctica que también elimina la cubierta vegetal de la propia sabana. Los ganaderos también envenenan o cazan a los depredadores de los pastizales, sobre todo chacales y perros salvajes.[cita requerida]

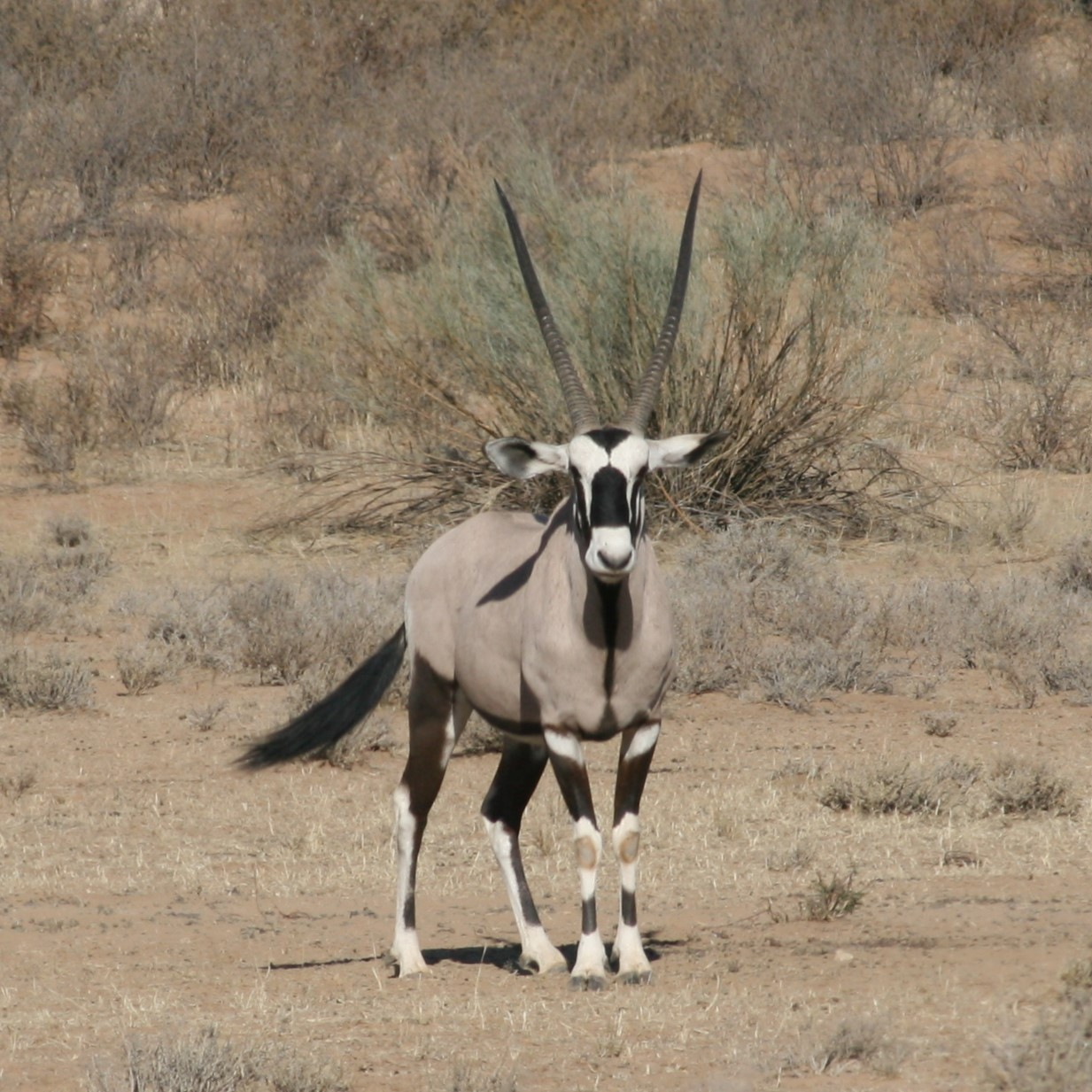
Oryx gazella
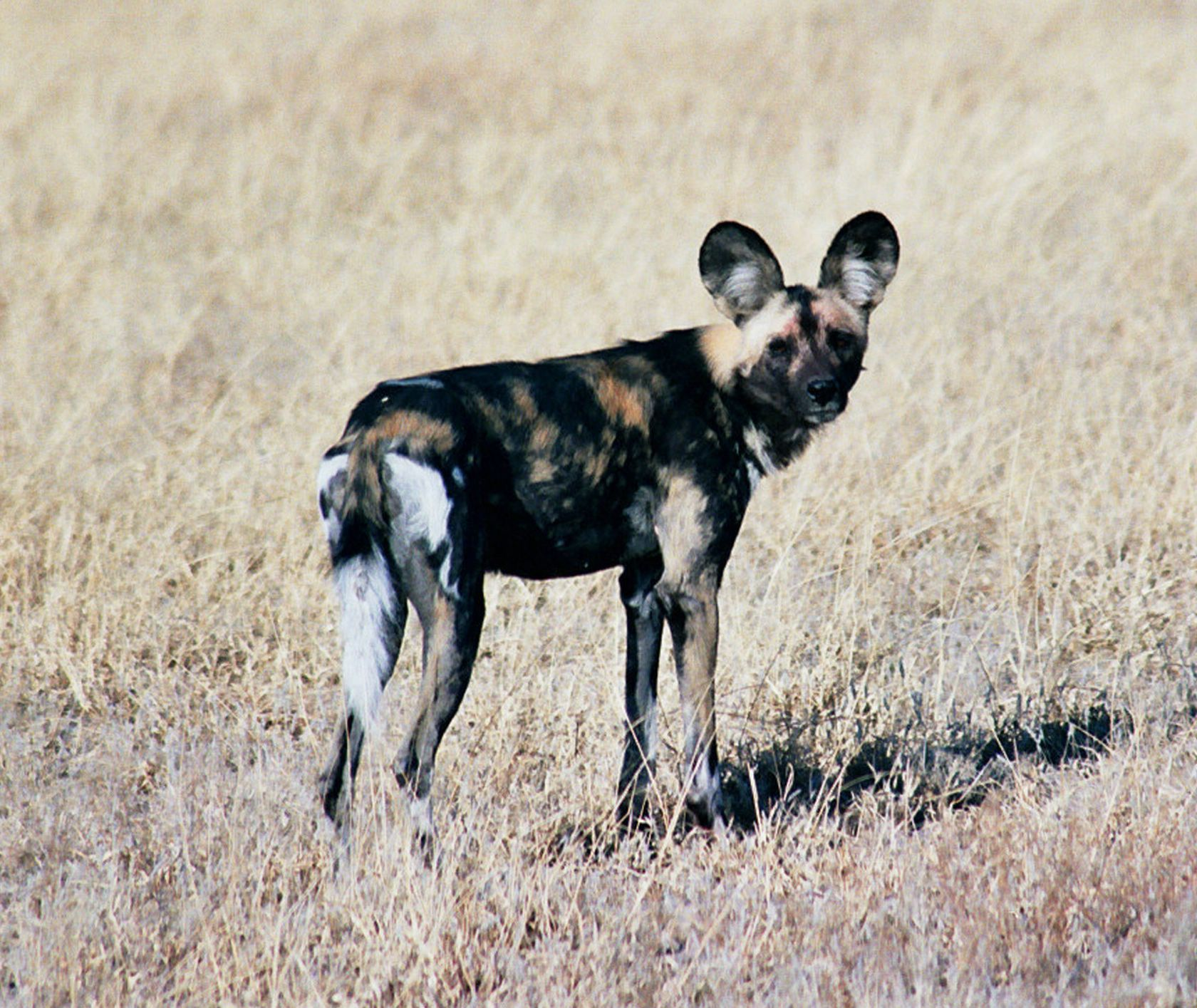
Un ejemplar de perro salvaje africano, especie en peligro de extinción, en la Reserva de Caza del Kalahari Central

## Historia
El primer explorador extranjero que consiguió atravesarlo fue el británico David Livingstone en 1849. Peor suerte tuvieron las caravanas posteriores que intentaron llegar hasta Angola por este territorio, muriendo de sed.

## Etnografía

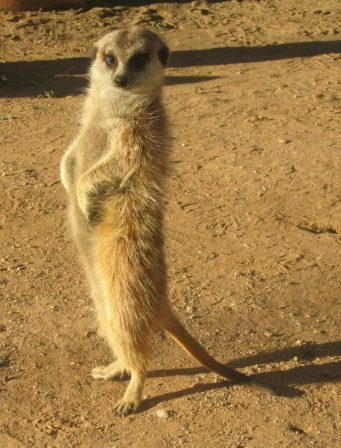
Una suricata en el desierto del Kalahari.

En el desierto del Kalahari se encuentra un pueblo nómada único: los khoisans, o bosquimanos, nombre con el que eran denominados anteriormente por la población blanca sudafricana. Pocos cazadores con lanzas envenenadas siguen persiguiendo sus presas en el desierto del Kalahari. El contacto con otras culturas ha hecho que este pueblo se asiente y se dedique a la agricultura y pastoreo.
Se estima que la población san debe rondar las 50 000 personas, distribuidas en unas 10 familias o grupos asentados a lo largo y ancho del Kalahari. Cada aldea posee un jefe que se sucede por herencia familiar. Entre los grupos no existen lazos territoriales políticos de ninguna clase, pero sí una cultura y una red de parentesco muy estrecha y compleja. Como en otras culturas ancestrales que se pueden encontrar alrededor del mundo, las mujeres se dedican a la recolección y los hombres a la caza, definiéndose como un pueblo nómada o seminómada. Aunque esta forma de vida se ha desvirtuado bastante por el contacto cada vez mayor que estas aldeas tienen con la sociedad moderna, ya sea por el turismo o por los innumerables devenires que han ocurrido en su historia de colonos y colonizados.
También se encuentran los khoikhois, pueblo que se extiende más allá de la frontera con Botsuana en el desierto del Kalahari. Khoikhoi significa «hombres de hombres», y aunque son definidos como otro pueblo nómada pariente de los san, poseen unas características peculiares que los identifican: los khoikhois van añadiendo piedras en montículos funerarios en sus cementerios cada vez que se van, y estos han permitido a los antropólogos descubrir los movimientos migratorios de dicho pueblo. Además, sin llegar a tener una religión completa, creen en una fuerza superior que viene del este (por eso sus tumbas están orientadas en este sentido), en la existencia del alma después de la muerte y en numerosas adoraciones a la naturaleza.

## Zonas protegidas
En el Kalahari se establecieron las siguientes zonas protegidas:
- Reserva de Caza del Kalahari Central
- Parque transfronterizo de Kgalagadi
- Reserva de caza de Khutse
- Kalahari Tswalu

## Kalahari, tribus San y diamantes
En 1996, De Beers evaluó el potencial de la extracción de diamantes en Gope. En 1997, comenzó el desalojo de las tribus San y Bakgalagadi de sus tierras en la Reserva de Caza del Kalahari Central. En 2006, un Tribunal Superior de Botsuana falló a favor de las tribus San y Bakgalagadi de la reserva, declarando que su desalojo era ilegal. El Gobierno de Botsuana concedió un permiso a De Beers' Gem Diamonds/Gope Exploration Company (Pty) Ltd. para realizar actividades mineras en la reserva.